# Richard Tomlinson
 (février 2022).
Si vous disposez d'ouvrages ou d'articles de référence ou si vous connaissez des sites web de qualité traitant du thème abordé ici, merci de compléter l'article en donnant les références utiles à sa vérifiabilité et en les liant à la section « Notes et références ».
Richard Tomlinson (né en 1963) est un espion du MI6 entre 1991 et 1995, connu pour avoir écrit son autobiographie.

## Biographie
En 1995, il a tenté de poursuivre le MI6 en justice pour licenciement abusif, mais cela n'a pas abouti, son ancien employeur déclarant que cela porterait atteinte à la sécurité de l'État.
En 1997, il a purgé six mois de prison pour avoir proposé d'écrire un livre sur sa vie au MI6 à un éditeur australien. L'ouvrage a finalement été édité en Russie et distribué dans plusieurs pays.[réf. souhaitée]
En 2009, après que Tomlinson a vécu en France dans la région de Cannes pendant plusieurs années, le MI6 a accepté de lui permettre de rentrer en Grande-Bretagne, de dégeler les droits d'auteur de son livre et d'abandonner la menace de poursuites judiciaires.

## Théories

### Serbie
Tomlinson a révélé des donations de Radovan Karadžić au Parti Conservateur du Royaume-Uni. À l'époque où il l'apprit et en informa ses supérieurs du Mi6, il fut tout de suite après posté en mission en Bosnie-Herzégovine, en période de guerre, par son employeur.

### Diana Spencer
Pour un article plus général, voir Théories du complot sur la mort de la princesse Diana.
Il évoqua la possibilité que le MI6 puisse avoir des liens avec la mort de la princesse Diana Spencer en suggérant qu'elle était surveillé par le MI6 et en expliquant qu'Henri Paul pouvait avoir des liens avec cette organisation.  De plus il affirma que le MI6 a envisagé l’assassinat de Slobodan Milosevic en utilisant une lumière vive contre son chauffeur durant un voyage en voiture dans un tunnel, afin de provoquer un accident. Il a suggéré que Diana Spencer ait pu être tué de cette manière. 
Mais en 2008, lors de la seconde enquête sur cet accident, il revint en partie sur ces accusations. Il avoua que le plan initial ne contenait peut-être pas de lumière vive et que la cible n'était peut-être pas Milosevic. D'autre part, il a déclaré à l'enquête que, même s'il pensait que M. Paul avait pu intéresser le MI6, il n'avait aucune preuve qu'il était en fait un agent. 